# Сосновое (Донецкая область)
Сосновое (укр. Соснове) — посёлок в Краматорском районе Донецкой области Украины, входит в Лиманскую городскую общину.
С апреля по сентябрь 2022 года было оккупировано ВС РФ, 15 сентября ВСУ освободили село.

## Местный совет
84400, Донецкая обл., Краматорский район, г. Лиман, ул. Независимости, 46